# Даниеле Дел Джудиче
Даниеле Дел Джудиче (на италиански: Daniele Del Giudice) е италиански писател.
Роден е на 11 януари 1949 година в Рим. Работи в областта на теорията и историята на театъра, публикува литературна критика. Пре 1983 година публикува първия си роман „Lo stadio di Wimbledon“. За „Подвижен хоризонт“ („Orizzonte mobile“, 2009) получава Наградата за литература на Европейския съюз.
Даниеле Дел Джудиче умира на 2 септември 2021 година във Венеция от болест на Алцхаймер.